# Mnichowe Plecy

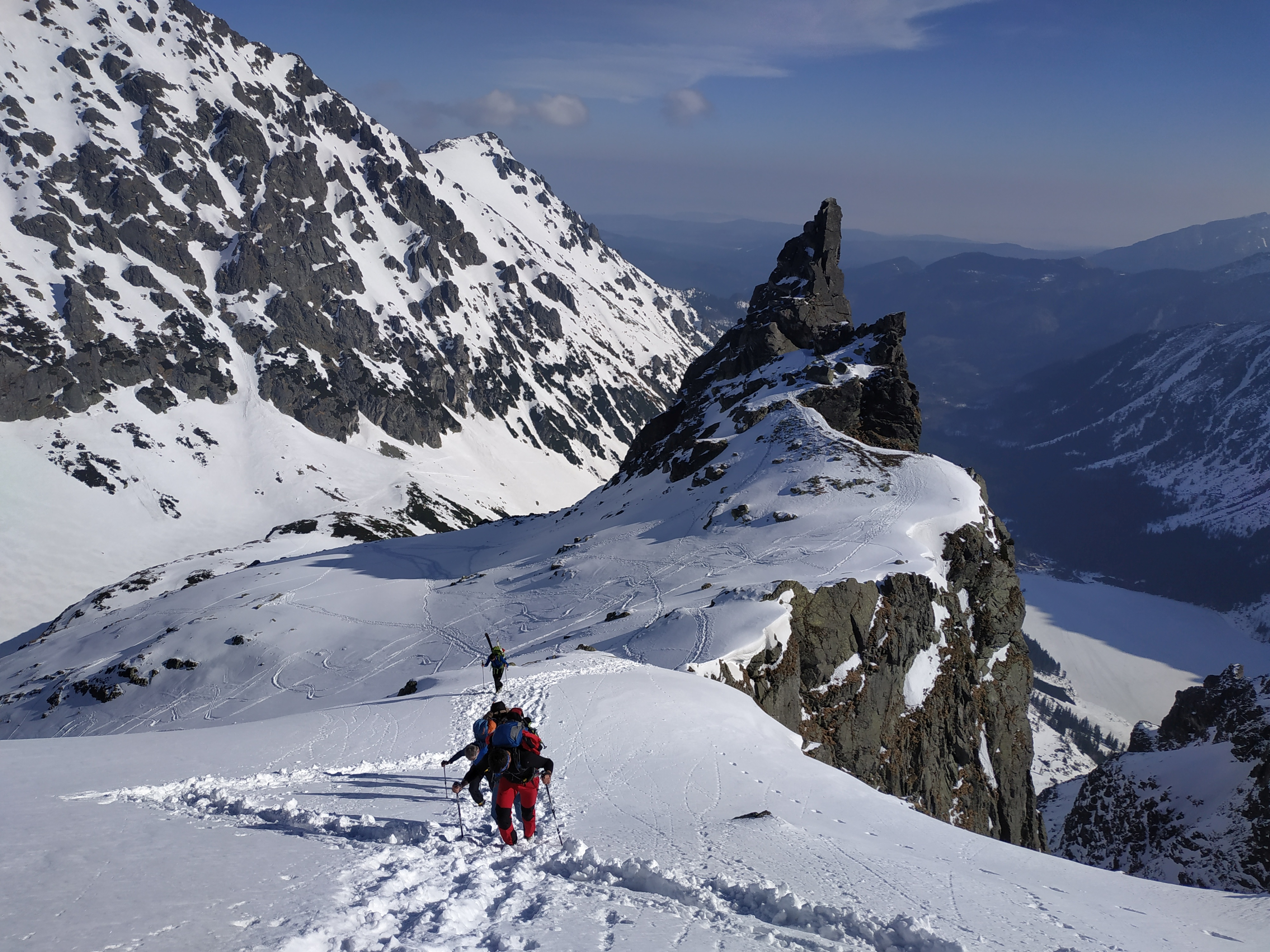
Mnichowe Plecy po lewej stronie Mnicha

Mnichowe Plecy – taras u północno-zachodnich podnóży Mnicha w Dolinie za Mnichem w Tatrach Wysokich. Są trzecim od dołu piętrem tej doliny. Jest to duża, mało stroma płaśń na wysokości około 1950–2000 m. Jej powierzchnię tworzą trawniki i wygładzone przez lodowiec płyty skalne. Mnichowe Plecy na północny zachód, do głównego ciągu Doliny za Mnichem opadają stromym stokiem o wysokości do 120 m. Stok ten jest bardziej stromy dołem. Do położonego poniżej Mnichowego Tarasu opadają pasem ścianek o wysokości do 80 m. Od południa ograniczenie tworzy Mnichowy Piarg. Od wschodniej strony Mnichowe Plecy zwężają się i przekształcają w częściowo piarżysty, częściowo trawiasty zachód opadający pionową ścianą o wysokości około 80 m do Mnichowego Żlebu.
Mnichowy Taras i Mnichowe Plecy znajdują się poza szlakami turystycznymi, ale w rejonie udostępnionym do wspinaczki skalnej. Dla taterników stanowią ważny węzeł komunikacyjny, prowadzą nimi główne ścieżki na Mnicha, Mniszka, Mięguszowieckie Szczyty i Cubrynę. Panuje tu duży ruch zarówno latem, jak zimą. Na Mnichowe Plecy dochodzi się dwoma ścieżkami:
- Z progu Doliny za Mnichem. Od szlaku turystycznego wiodącego do Wrót Chałubińskiego. Po ok. 100 m odgałęzia się w lewo ścieżka przez depresję na zachodni skraj Mnichowych Pleców. 0 w skali tatrzańskiej, 15 min[2]
- Z Mnichowego Tarasu. Od rozgałęzienia szlaków na Dnie Doliny za Mnichem wzdłuż Stawu Staszica na Mnichowy Taras i przez wąski, stromy żlebek na północny skraj Mnichowych Pleców. 0, 20 min[2].